# مافان
مافان یک روستا در ایران است که در شهرستان سیرجان واقع شده‌است. مافان ۴۳ نفر جمعیت دارد.